# 山本武
山本武（やまもと たけし，Yamamoto Takeshi），是日本漫畫和動畫作品《家庭教師HITMAN REBORN!》的虛構角色，也是本作品主要角色之一，是彭哥列家族的第十代雨之守護者。死氣炎屬性波動為"雨"，代表顏色為"水藍"。

## 人物
山本武，澤田綱吉在並盛中學的好友。一年級便成為棒球隊的正式球員，夢想是成為職業棒球選手。父親山本剛在並盛町經營一間壽司店──「竹壽司」。
個性樂觀且天真，臉上經常帶著笑容，戰鬥時總是試圖不置對手於死地，這從他在面對敵人時總以刀背攻擊對方可見一斑。另外，他似乎不曾察覺他與他的朋友是黑手黨成員，他一直認為自己是在玩一個以先進技術製成的遊戲。
為了保護自己的身體，他在故事一開始時並未全力以赴，然而隨著故事進展及自身成長，他轉為竭盡所有力量於保護他的家人及朋友。他的理解力與學習力特別優秀，曾被里包恩稱為「天生的殺手」。在風太的「並盛中學打架強人排行榜」中處於第2位。波動屬性為「雨」。
十年後山本的右下巴有刀疤，原因不明。十年後山本與史庫瓦羅並稱為彭哥列的兩大劍豪。

## 劇中表現
日常篇
作為萬人迷的山本武本來應該和阿綱等人完全沒有交集，但他卻誤以為阿綱等人正在玩著黑手黨遊戲而感到興趣，自己也要參與其中（漫畫是因自殺事件為契機）。之後他與阿綱和獄寺等人成為好友，一起度過了非凡的每一天。
VS黑曜篇
在來到黑曜樂園後，被犬拖到地下與其對決。本來因為秋季棒球大賽即將來臨，一直護著自己的身體不讓它受傷，但後來為了救被里包恩踹下去的阿綱而犧牲了一隻手，不過這並不影響其之後在比賽中的表現。和蘭奇亞對戰時，雖然看出了鐵球的秘密，不過因為山本的球棒對其毫無效果而失敗。
VS瓦利亞篇
由家光授予守護澤田綱吉及成為主要家族成員證明的雨之半彭哥列戒指的擁有者，家庭教師是他的父親，傳授其時雨蒼燕流。在雨戰中與劍帝史庫瓦羅對戰。對戰時雖因對方熟知自己的流派而一度陷入苦戰，但後來靠著父親教導的第八式篠突之雨及自己所創的第九式映照之雨獲勝。
在天空戰時與其他守護者一同承受劇毒，但由於雲雀的幫助而解了毒。之後與獄寺在前往體育館的路上碰面，在解救庫洛姆時因陷入瑪蒙的幻術中而差點死亡，所幸了平及時解救才化解危機。
最後阿綱成為正統繼任者，正式授予他作為守護者證據的雨之彭哥列戒指。
未來篇
- 未來篇

十年後的山本下巴留有傷痕，但原因不明。性格沉穩了許多，不過有些地方還是和現代的山本一樣沒變。是否繼續打棒球不明。背著一把與時雨金時相似的普通日本刀。參考史庫瓦羅的劍法練成了多項自創的技能，劍技在現代的山本之上，是彭哥列家族兩大劍豪之一。
雖然失去了雨之彭哥列戒指，但還是能夠熟練的使用現有的戒指和匣兵器。向現代的阿綱和獄寺說明了十年後的情況。在和野猿的戰鬥中始終保持著優勢，但在交戰中和現代的山本調換過來。
- 未來篇X

十年前山本被十年後火箭筒擊中後到十年後的世界，由里包恩作為他的家庭教師進行訓練。不過真正造成其劍術進步的主因為史庫瓦羅寄來的「邁向劍帝之道」。目前是阿綱等人中唯一知道里包恩的秘密的人。
在與幻騎士之戰中一直被其所壓制，最後雖有戰勝幻騎士的自信，卻仍因為幻術中招而昏迷，在白蘭以立體影像下完對彭哥列的挑戰之後醒來。自白色圓型裝置中拿到了十年後的阿綱所託付的彭哥列匣。
- 未來選擇戰篇

和阿綱等人為十日後決戰進行特訓中，在十年後迪諾的分配下，一邊自行進行訓練一邊等待他的家庭教師到來。被史庫瓦羅打暈帶走並且獨自訓練，在千鈞一髮間回來並打開彭哥列匣子，是一隻雨犬（秋田犬），背上有三把小刀。
Choice彭哥列方的參賽者之一，和偽裝成烏頭草部下「猿」的幻騎士交戰，在史庫瓦羅特訓下擊敗幻騎士。
- 未來決戰篇

經過漫長戰鬥，最終真·六吊花全員被打敗，白蘭也被阿綱以「X BURNER」擊敗，結束了未來篇的戰鬥。最後因阿綱領悟出覺悟而出現的彭哥列一世令七枚彭哥列戒指解除封印，得到原版雨之彭哥列戒指。
繼承式篇
後在漫畫325中病癒出現（漫畫313末被白蘭所救），成功升級彭格列齒輪——雨之項鍊Ver.X，並從D·斯佩多手裡救了水野薰。將未升級的霧屬性彭格列齒輪交給了被D.斯佩多控制的庫洛姆.髑髏。用形態變化後的「左、右太刀」與D對戰。
彩虹的詛咒篇
接受里包恩的邀請加入其陣營。在第一場戰事之中，原打算與獄寺等人趕到阿綱身邊幫忙，卻被代表「風」的雲雀阻止，最後與獄寺合作成功脫逃。在彩虹之子们召开会议时，遭到复仇者的偷袭，但是代理人腕表未损坏。

## 能力

### 劍法
時雨蒼燕流戰國時代的殺人劍法，師傅傳授招式時只能展示一次。對時雨蒼燕流來說，傳承即代表著變化。時雨蒼燕流的繼承人不但接收先人所遺留的型，還要完成新型，爾後再傳給弟子。因此可以預見將會出現許多分支，而每個分支的繼承者又會各自再創造出新的招式。變化中可能進化或退化，繼承者為了成為其中最強的人必須不斷接受挑戰，資質不夠的繼承人只能帶著被淘汰的招式消失。時雨蒼燕留經過長時間不斷的汰弱留強後變得更加完美，是一套非常嚴峻的繼承法，然而至今卻仍無失傳，令人感到佩服。倘若時雨蒼燕流遲遲遇不到同時具備氣度與才能的繼承人（意即無法使時雨金時從竹刀變成真劍），將會從世上消失，因此被里包恩及山本的父親稱為「滅亡的劍法」。
|          | 名稱                     | 原文     | 東立譯名 | 正文社譯名 | 型式 | 內容 |
| -------- | ------------------------ | -------- | -------- | ---------- | ---- | --- |
| 第一型   | 車軸雨                   |          | 車軸之雨 | 滂沱大雨   | 攻式 | 向前猛烈突刺攻擊。(有時會配合雨燕攻擊) |
| 第二型   | 逆卷雨                   | [ 註 1 ] | 逆卷雨   | 波濤洶湧   | 守式 | 捲起水波，使對手看不到自己。 |
| 第三型   | 留客雨                   |          | 留客之雨 | 留客雨     | 攻式 | 用腳將劍踢出，使劍以迅雷不及掩耳的速度刺向對手。 |
| 第四型   | 五風十雨                 |          | 五風十雨 | 五風十雨   | 守式 | 一邊配合對手的呼吸，一邊躲避劍擊的迴避奧義。現在山本武加上了彭哥列匣內三把小刀提供推動力，速度更快。 |
| 第五型   | 五月雨                   |          | 五月雨   | 五月雨     | 攻式 | 在出招的一瞬間交劍到另一隻手，揮刀攻擊，攻擊軌道及節奏都難以捉摸，是一種自由變幻的攻擊招式。 |
| 第六型   | 梅雨                     | 不詳     | 不詳     | 不詳       | 守式 | 尚未於作品中出現。 |
| 第七型   | 繁吹雨                   |          | 水花四濺 | 狂風暴雨   | 守式 | 用劍將水花捲起並環繞自己防守。 |
| 第八型   | 篠突雨                   |          | 篠突之雨 | 傾盆大雨   | 攻式 | 時雨蒼燕流第七代繼承者的弟子山本剛（山本武父親）所創，使用左手作拔劍式，使出十字斬擊。合體技：城島犬「金剛模式」投擲山本再使出篠突く雨使攻擊力增強。 |
| 第八型   | 秋雨                     |          | 秋雨     | 秋雨       | 攻式 | 時雨蒼燕流其中一個分支的第八代繼承者（山本父親的同門）所創，前置動作與篠突雨很像，因為遭到史庫瓦羅滅門而失傳。 |
| 第九型   | 映照雨                   |          | 映照之雨 | 雨中影     | 攻式 | 山本武自創。在有水的地區捲起水柱，將自己的影子映在水柱之上迷惑敵人，再繞到敵人後面進行攻擊的技能，為逆卷之雨的應用。 |
| 第十型   | 燕特攻                   |          | 燕特攻   | 燕特攻     | 特式 | 山本武參考史庫瓦羅的劍法「鮫特攻」而自創，為拖刀衝刺的強力招式(會配合雨燕來攻擊)。 |
| 第十一型 | 燕之嘴                   |          | 燕喙     | 燕之嘴     | 特式 | 山本武參考史庫瓦羅的劍法「鮫之牙」而自創，將刀快速朝敵人連續刺出。 |
| 第十二型 | 左太刀・霧雨右太刀・斬雨 |          |          |            | 特式 | 山本武在康復之後,因得到原版彭哥列戒指改變型態後的雨之項鍊所自創的招式，左太刀（次郎）可以將對手的味道記住並鎖定。這招為對付幻覺專用奧義。山本武在康復之後,因得到原版彭哥列戒指改變型態後的雨之項鍊所自創的招式，右太刀（小次郎）可以化成許多的雨燕以高速向對手擊去，威力極強。這招為對付幻覺專用奧義。 |
| 總集奧義 | 時雨之化                 |          |          |            | 奧義 | 山本武總集所有時雨蒼燕流招式而成，將雨屬性的「鎮靜」使對手的攻擊本身近於停止，動作就像慢鏡頭一樣被無限抑制。這招一定要使用與小次郎合體後的時雨金時才能使出。 |

鮫衝擊史庫瓦羅的招式，利用全身的力量擊中敵人的兵器，使人持武器的手麻痺。山本曾在與幻騎士對戰時使出，在劍對劍相撞時趁機把雨之火焰送進對方身體，使對方連同身體都麻痺。

### 武器
微型鐵鎚
里包恩委託彭哥列企劃部開發的連岩石都能敲碎的投擲武器，造型就像普通的棒球，實際上是足以一擊摧毀水泥柱的爆炸性武器。
山本的球棒
看似與一般的球棒無異，拿起來卻非常重，也可以當望遠鏡使用，但是當棒端速度超過300公里時，就會變成武士刀。
時雨金時（Shigeru Kintoki）
平時和使用時雨蒼燕流以外的劍法時，看似與一般的竹刀無異，唯有在施展「時雨蒼燕流」時，會變成日本刀，在刀刃及護手上有著燕子的圖案。是歷經八代傳承、名副其實的「時雨蒼燕流」專用刀。
十年後山本不再使用，將此刀放置在基地的雜物室。
朝利雨月之變則四刀

彭哥列齒輪之雨之項鍊Ver.X
因彭哥列戒指的升級，戒指所選擇最適合守護者能力的型態，是由動物戒指「次郎」及「小次郎」和彭哥列戒指之雨戒的融合。形態變化後會變成二刀流。
日本刀（名字不明）
十年後山本使用，因為十年後山本所使用的一般戒指與時雨金時不合。
沒有特殊能力，十分普通。

### 戒指
73戒指（彭哥列戒指）
屬性雨，精緻度S，未來篇的十年後因打碎而不存在，屬於73戒指的一部份。
繼承式篇被打碎，經彭哥列雕金師塔爾波之手，將動物戒指與彭哥列I世的血「罰」加入後復活並版本升級。
動物戒指－小次郎（雨燕）
未來篇VS真六弔花結束之後，回到十年前（原故事時間），未來的阿爾柯巴雷諾贈與的禮物，是彭哥列匣的戒指版本。
繼承式篇與雨的彭哥列戒指融合並版本升級。
動物戒指－次郎（雨犬）
未來篇VS真六弔花結束之後，回到十年前（原故事時間），未來的阿爾柯巴雷諾贈與的禮物，是彭哥列匣的戒指版本。
繼承式篇與雨的彭哥列戒指融合並版本升級。
一般戒指
屬性雨，精緻度不明，十年後山本使用，用作開啟匣子。

### 匣子
動物匣 - 雨 - 雨燕
羅倫翠尼設計，速度靈敏的燕子，山本取名為「小次郎」。能以高速飛行以擾亂對手視線時乘機熄滅對手的火炎，亦可製造出水來，還能讓大氣中的水份變成雨落下，除了力量以外的能力全部都很強，是一種具備高度三次元戰鬥能力的匣兵器。
可配合並發揮時雨蒼燕流的最大威力，使時雨蒼燕流在沒有水的地方也可使用，某些山本的招式也要雨燕配合才能使用。
後來雨燕經彭哥列匣版本升級，並與雨犬(含三把短刀)共用彭哥列匣。
一般匣 - 雨 - 渦転斬
10年後山本所遺留下來的匣子，水的障壁，用來防禦火焰攻擊，10年後的山本跟野猿和太猿對戰時用過。
彭哥列匣 - 雨 - 雨犬Ver.V　+　雨燕Ver.V
山本把秋田犬(雨犬)取名為「次郎」。
一把長刀為「雨燕」小次郎合體後的時雨金時，三把短刀為「雨犬」次郎身上的三把刀柄。原型參考初代雨之守護者朝利雨月的武器。
被歌頌為洗淨萬物的恩惠之陣雨的朝利雨月的變則四刀。原本當初代遇到危險時，朝利雨月販賣自己的樂器來購買一把長刀與三把短刀和旅費前往異國支援初代。
一把長刀能使用時雨蒼燕流總集奧義「時雨之化」
三把短刀能強化「五風十雨」的運用及加速移動。